# Pauesia media
Pauesia media är en stekelart som beskrevs av Jaroslav Stary 1966. Pauesia media ingår i släktet Pauesia och familjen bracksteklar. Inga underarter finns listade i Catalogue of Life.